# 榎本肇
榎本 肇（えのもと はじめ、1925年（大正14年）2月16日 - 2010年（平成22年）5月13日）は、日本の逓信官僚、工学者。東京工業大学名誉教授。電子通信学会副会長。

## 経歴
神戸工業専門学校機械科を経て、1944年（昭和19年）東京工業大学航空機工学科へ入学する。のち電気工学科へ転科。1948年（昭和23年）卒業後、逓信省電波局に入省する。その後、1954年（昭和29年）国際電信電話研究所、1967年（昭和42年）東京工業大学教授、1985年（昭和60年）富士通常任顧問。同年電子通信学会副会長。芝浦工業大学教授を歴任した。
逓信省電波局では、主に雑音電波の統計的測定理論、フェージングの情報理論的研究、散乱伝搬の多重散乱機構に関する研究を行った。ほか、電波法・放送法の制定や民間放送の発足に尽力した。国際電信電話研究所では、符号化法、アナログ-ディジタル変換器、予測符号化、直交変換器を用いたテレビジョン信号帯域圧縮法などの研究、情報識別の位相的理論などの研究、計算機要素や論理回路を始めとした計算機構成技術に関する研究、衛星通信システムや電報自動中継システムの研究などを行った。東京工業大学では情報処理技術の研究を主に行った。